# Calpurnios Pisones

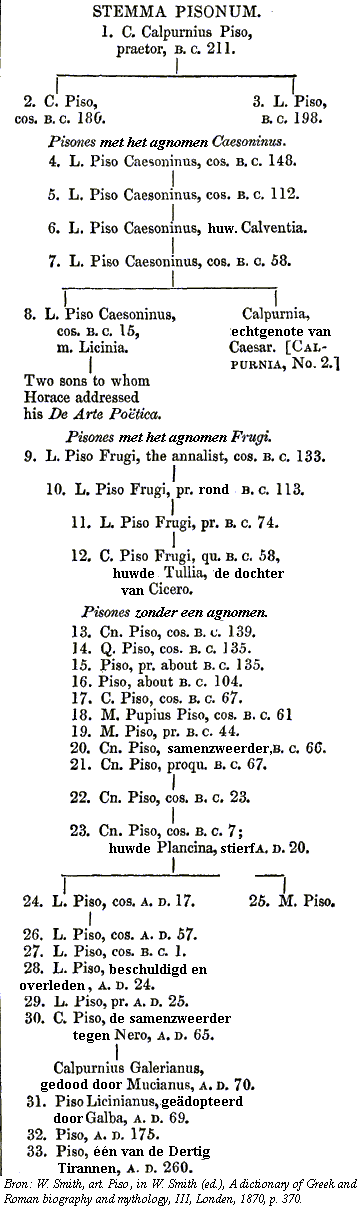
Árbol familiar de los Pisones extraído de A Dictionary of Greek and Roman Biography and Mythology, editado por William Smith

Los Calpurnios Pisones fueron una familia de la gens Calpurnia cuyos miembros alcanzaron las más altas magistraturas en la Antigua Roma durante la República y el Imperio. Aparecen por primera vez a finales del siglo III a. C. en la figura del pretor urbano Cayo Calpurnio Pisón. En el siglo siguiente se dividieron en varias ramas, siendo las más destacadas la de los Cesoninos y la de los Frugi. Prosperaron bajo los emperadores julioclaudios, aunque algunos se vieron implicados en juicios y conjuras. Los últimos representantes conocidos datan de la época de los Antoninos en el siglo II.

## Origen y evolución
Los Calpurnios Pisones fueron originarios de la Etruria, en el valle medio del río Tíber, en la frontera con la Sabina. Algunos de sus miembros sostenían que la familia descendía de Calpo, un hijo de Numa Pompilio. Probablemente estuvieron enrolados en la tribu Menenia. Cayo Calpurnio Pisón, pretor urbano en el año 211 a. C., es el más antiguo de sus representantes, y Cayo Calpurnio Pisón el primero en ocupar el consulado. A mediados del siglo II a. C. se habían dividido en varias ramas, entre ellas los Cesoninos —que emparentaron con los Julios Césares por matrimonio— y los Frugi.

## Miembros de la familia
1. Cayo Calpurnio Pisón, pretor urbano en 211 a. C., y propretor de Etruria en 210 a. C., fue tomado prisionero en la Batalla de Canas.[2][3]
2. Cayo Calpurnio Pisón (cónsul 180 a. C.), hijo mayor de Calpurnio Pisón, cónsul en 180 a. C. y pretor en 186 a. C., recibió a Hispania como su provincia, regresó a Roma en 184 a. C. después de su triunfo sobre los lusitanos y celtíberos, murió durante su consulado.[2]
3. Lucio Calpurnio Pisón, hijo menor de Gaius Calpurnius Piso (propretor), Fue embajador para Grecia en 198 a. C.;
4. Cayo Calpurnio Pisón Frugi;
5. Cayo Calpurnio Pisón;[3]
6. Cayo Calpurnio Pisón[3]

### Cesoninos
Estos recibieron el agnomen de Cesonino porque originalmente pertenecían a la Gens Cesonia.
1. Lucio Calpurnio Pisón: Hijo adoptivo de Pisón, cónsul en el año 148 a. C. y pretor en 154 a. C., obtuvo la provincia de Hispania, pero fue vencido por los lusitanos, ya de cónsul dirigió la guerra contra Cartago; relevado por Escipión Emiliano.[2][3]
2. Lucio Calpurnio Pisón: cónsul en el año 112 a. C. con Marco Livio Druso, fue legado de Lucio Casio Longino en 107 a. C. el cual fue mandado a Galia para pelear contra los cimbrios, ambos cayeron en la batalla, éste fue abuelo del suegro del cesar, casado con Calpurnia.[2]
3. Lucio Calpurnio Pisón: no tuvo una senda de los honores durante su vida se casó con Calventia hija de Calventius, Cicerón habla sobre la vida de este calpurnio.[2][3]
4. Lucio Calpurnio Pisón: cónsul en el año 58 a. C., censor en 50 a. C., fue padre de calpurnia quien se casaría con Julio César, fue llevado a juicio por Publio Clodio Pulcro por corrupción y crueldad en su provincia, fue transferido a Macedonia por dos años, Cicerón escribió contra en el De Provinciis Consularibus, en 55 a. C. Piso se quejó por los ataques de Cicerón , y en la Guerra Civil fue neutral, después de la muerte del cesar (44 a. C.) se opuso a Marco Antonio pero después fueron colaboradores.[2]
5. Lucio Calpurnio Pisón: cónsul en el año 15 a. C., Prefecto de la Ciudad el régimen del emperador Tiberio, obteniendo la provincia de Panfilia, después fue llamado por Augusto en 11 a. C. para pelear contra los Tracios atacando la provincia de Macedonia, murió a la edad de 80 años y se le dio homenaje público en su funeral, en este piso y sus dos hijos que Horacio habla en su Ars Poetica.[2][3]

Calpurnia hija de Lucio Calpurnio Pisón Cesonino, última esposa de Julio César, quien moriría en sus brazos, ella soñaría la muerte de César, la madre de Calpurnia se llamaba Rutilia y era tía de César, Rutilia fue Hija de Rutilius P. Nudus.

### Frugi
El apellido Frugi fue un título que daba constancia de la integridad y conciencia en la que sirvió el primer Frugi.
1. Lucio Calpurnio Pisón Frugi (cónsul 133 a. C.): fue tribuno de los plebeyos en 149 a. C., decretando la primera ley para castigar la extorsión, fue cónsul en 133 a. C. peleando contra los esclavos en Sicilia, apoyo al partido aristócrata, censor en 120 a. C., antagonista de Cayo Sempronio Graco, el escribió varios anales de la historia de Roma.[2]
2. Lucio Calpurnio Pisón Frugi (propretor 133 a. C.): Hijo de Piso Frugi I propretor de Sicilia en 133 a. C. e Hispania muriendo ahí en 111 a. C.[2]
3. Lucio Calpurnio Pisón Frugi (pretor 74 a. C.): pretor en 74 a. C.[2]
4. Cayo Calpurnius Pisón Frugi (cuestor 58 a. C.): cuestor en 58 a. C., yerno y aliado de Cicerón, casado con su hija Tulia en 63 a. C., comprometidos desde 67, murió antes del retorno de Cicerón en 57 a. C., Cicerón en sus escritos expresa gratitud por este Pisonem.[2]

### Otros
1. Calpurnio cónsul en 67 a. C. uno de los más altos aristócratas, quien en su consulado se opuso a Aulo Gabinio por haberle dado a Pompeyo la guerra contra los piratas, entre 65 a 66 a. C. gobernó la provincia de Galia Narbonense como procónsul, suprimiendo la insurrección de los alóbroges, César lo acusó de saquear la provincia, fue defendido por Cicerón, quiso acusar al César de conspirador de Catilina.[2][3]
2. Marco Pupio Pisón adoptado por Marcus Pupius, adoptado después por Metellus Scipio.
3. Gneo (Cnaeus) un joven noble al que le gustaba derrochar su fortuna, y extravagante, se unió a Catilina en la primera conjuración, el senado para deshacerse de este playboy fue mandado a España como cuestor pero con el rango de Propretor, su vida pública prontamente le cayó mal a sus habitantes y fue asesinado allí, aunque para algunos fue por medio de la instigación de Pompeyo o Marco Licinio Craso.[2][3]
4. Cnaeus I peleó contra el César en África en 46 a. C. , y después de la muerte del dictador se unió a Bruto y Casio, en Roma fue hecho cónsul en 23 a. C.
5. Cneo Calpurnio Pisón II, hijo de Cnaeus I, heredó todo de su padre, fue cónsul en 7 a. C. y fue mandado por César Augusto como legado a España el cual fue odiado por su crueldad y avaricia, Tiberio le dio el mando de Siria, su esposa se llamaba Munacia Plancina, ambos fueron contendientes de Julio César Germánico y Vipsania; este Pisón, a su vuelta a Roma en 20, fue acusado del asesinato de Germánico en 19, y este caso fue llevado al Senado, pero el día de la resolución fue encontrado con la garganta cortada, con la espada en mano se creyó que el mismo se quitó la vida, aunque otros creyeron que Tiberio al revelarle sus secretos le tuvo que quitar la vida, la poderosa influencia de Livia Drusila le aseguro a Plancina la exoneración de los cargos.[2][3]
6. Calpurnio Pisón el líder de la Conspiración para matar a Nerón en 65 d. C., aunque él no creó el complot, su popularidad al unírseles le hizo líder, ganándose partidarios por su vida Sibarita repleta de lujos, cosa que todo romano deseaba; la conspiración fue descubierta por Milicus un hombre liberto de Flavio Escevino uno de los conspiradores, al ser descubierto el complot Pisón se cortó las venas, y por ello se le dedicó un poema de 261 líneas.[2][3]
7. Lucio Liciniano, hijo de Marco Licinio Craso Frugi, fue adoptado por los pisones en la ascensión de Galba al trono quien adoptó como su hijo y sucesor a Pisón Liciniano, solo por cuatro días, pues Otón quien esperaba recibir este honor indujo a la Guardia Pretoriana a sublevarse contra el Emperador, piso buscó refugio en el Templo de Vesta, quien fue sacado por los soldados al umbral del templo en 69.[3]